# Mabel Dove Danquah
Mabel Dove Danquah (* 1905 in Accra; † 1984) war eine ghanaische Journalistin, Politikerin und  Schriftstellerin.

## Leben
Ihr Vater Frances Dove kam aus Freetown (Liberia), ihre Mutter Eva Buckman aus Osu (Ghana). Die Eltern schickten ihre Kinder nach Freetown zur Schule. Mabel Danquah absolvierte eine Ausbildung zur Sekretärin. Neben ihrer Arbeit in diesem Beruf schrieb sie Artikel für die „Times of West Africa“. Unter dem Pseudonym Marjorie Mensah veröffentlichte sie eine Frauen-Kolumne. Der Herausgeber dieser Zeitung war der bekannte Politiker Joseph Boakye Danquah, den Mabel 1933 heiratete. 1940 wurde die Ehe geschieden.
Die „Times of West Africa“ wurde eingestellt, und Dove Danquah schrieb für die „Accra Evening News“, deren Herausgeberin sie im Jahr 1951 wurde. 1954 ließ sie sich als Kandidatin der CPP, der Partei Nkrumahs, für den Ga Rural Electoral District aufstellen. In diesem Jahr wurde sie als erste Frau in das Ghanaische Parlament gewählt. Mabel Dove Danquah war in mehrfacher Hinsicht eine Pionierin: Sie war eine der ersten Journalistinnen und eine der ersten Autorinnen in Ghana.
Sie starb 1984.
Mabel Dove Danquah wurde in die Anthologie Daughters of Africa aufgenommen, die 1992 von Margaret Busby in London und New York herausgegeben wurde.

## Werke
- The Torn Veil and Other Stories, London: Evans Bros., 1975.
- Anticipation. Kurzgeschichte